# مورتن سكوبو
مورتن سكوبو (30 يونيو 1980 في الدنمارك - ) هو لاعب كرة قدم إسباني ودانمركي في مركز الهجوم. شارك مع منتخب الدنمارك تحت 21 سنة لكرة القدم ومنتخب الدنمارك لكرة القدم. أما مع النوادي، فقد لعب مع بوروسيا مونشنغلادباخ ورودا ياي سي وريال سوسيداد ونادي أوترخت ونادي أودنسه ونادي بروندبي ونادي دلهي ديناموس ونادي ميتييلاند ووست بروميتش ألبيون.

## وصلات خارجية
- مورتن سكوبو على موقع قاعدة بيانات كرة القدم.إي يو (الإنجليزية)
- مورتن سكوبو على موقع بيانات كرة القدم. دي إي (الألمانية)
- مورتن سكوبو على موقع ناشيونال فوتبول تيمز (الإنجليزية)
- مورتن سكوبو على موقع Soccerbase.com (لاعب) (الإنجليزية)
- مورتن سكوبو على موقع عالم كرة القدم.نت (الإنجليزية)